# Heather Steacy
Heather Steacy (ur. 14 kwietnia 1988 w Saskatoon) – kanadyjska lekkoatletka specjalizująca się w rzucie młotem.
W 2005 roku zajęła 12. miejsce na mistrzostwach świata juniorów młodszych w Marrakeszu. Czwarta zawodniczka uniwersjady z Shenzhen (2011). Rok później zaliczyła debiut podczas igrzysk olimpijskich w Londynie, jednakże zajęła 31. miejsce i nie awansowała do finału. Nie zaliczyła żadnej próby na igrzyskach panamerykańskich w Toronto. W 2016 wystąpiła na kolejnych igrzyskach w Rio de Janeiro, w których odpadła w eliminacjach.
Złota medalistka mistrzostw Kanady.
Jej brat, James Steacy, również był młociarzem.
Rekord życiowy: 72,16 (6 kwietnia 2012, Tempe).

## Osiągnięcia
| Rok  | Impreza                               | Miejsce        | Pozycja           | Wynik |
| ---- | ------------------------------------- | -------------- | ----------------- | ----- |
| 2005 | Mistrzostwa świata juniorów młodszych | Marrakesz      | 12. miejsce       | 47,18 |
| 2007 | Mistrzostwa panamerykańskie juniorów  | São Paulo      | 3. miejsce        | 54,49 |
| 2010 | Młodzieżowe mistrzostwa NACAC         | Miramar        | 1. miejsce        | 67,20 |
| 2011 | Uniwersjada                           | Shenzhen       | 4. miejsce        | 67,72 |
| 2011 | Mistrzostwa świata                    | Daegu          | el. – 27. miejsce | 63,39 |
| 2012 | Igrzyska olimpijskie                  | Londyn         | el. – 31. miejsce | 63,40 |
| 2015 | Igrzyska panamerykańskie              | Toronto        | –                 | NM    |
| 2016 | Igrzyska olimpijskie                  | Rio de Janeiro | el. – 23. miejsce | 66,01 |